# Fudbalski Klub Cementarnica 55 Skopje
FK Cementarnica 55 (in lingua macedone ФК Цементарница 55, nome completo Fudbalski Klub Cementarnica 55 Skopje) è una società calcistica macedone con sede nella città di Skopje.
Fondato nel 1955, il club vanta 1 vittoria nella Coppa di Macedonia e 3 partecipazioni alle coppe europee (con due avanzamenti di turno).

## Palmarès

### Competizioni nazionali
- Coppa di Macedonia: 1

2002-2003

### Altri piazzamenti
- Campionato macedone:

Terzo posto: 2001-2002
- Coppa di Macedonia:

Finalista: 2001-2002

## Statistiche

### Partecipazione alle competizioni UEFA
| Stagione | Torneo          | Turno       | Club               | Andata | Ritorno | Totale    |
| -------- | --------------- | ----------- | ------------------ | ------ | ------- | --------- |
| 1999     | Coppa Intertoto | 1º turno    | Kolkhet-1913 Poti  | 4-2    | 4-0     | 8-2       |
| 1999     | Coppa Intertoto | 2º turno    | Rostov Rostselmash | 1-1    | 1-2     | 2-3       |
| 2002     | Coppa Intertoto | 1º turno    | FH Hafnarfjörðar   | 1-3    | 2-1     | 3-4       |
| 2003-04  | Coppa UEFA      | Preliminare | GKS Katowice       | 0-0    | 1-1     | 1-1 (gfc) |
| 2003-04  | Coppa UEFA      | 1º turno    | Lens               | 0-1    | 0-5     | 0-6       |